# Amor mío, ¿qué me has hecho?
«Amor mío, ¿qué me has hecho?» es una balada interpretada por el cantautor español Camilo Sesto, publicada como el sencillo principal de su 19°. álbum de estudio A voluntad del cielo (1991). La canción fue escrita y producida por Sesto con producción adicional de Augusto César y se convirtió en el primer éxito número uno de Sesto en la lista Hot Latin Tracks de Billboard. 
La canción fue lanzada después del retiro temporal del cantante del negocio de la música en 1987. y fue nombrada "un buen ejemplo de Sesto en su forma más pura, una balada interesante y bien construida, vestida con buenas intervenciones de saxo" por La Fonoteca en su crítica del álbum A voluntad del cielo.
La canción debutó en la lista Billboard Top Latin Songs (anteriormente Hot Latin Tracks) en el número 35 en la semana del 19 de octubre de 1991, subiendo al top 9 dos semanas después. «Amor Mío, ¿qué me has hecho?» alcanzó su punto máximo en el número uno el 23 de noviembre de 1991, reemplazando «Por qué será» del cantautor italiano-venezolano Rudy la Scala y siendo sucedido por «Inolvidable» del intérprete mexicano Luis Miguel, nueve semanas después. Será el sexto artista durante el año 1992 que se mantuvo como el número 1 más largo en la lista Hot Latin Songs. En 1993, «Amor Mío, ¿qué me has hecho?» fue nominado para el premio ASCAP en la categoría Pop Song.

## Sucesión
| Predecesor: Por qué será de Rudy La Scala | U.S. Billboard Hot Latin Tracks — Sencillo N°. 1 23 de noviembre de 1991 - 24 de enero de 1992 | Sucesor: Inolvidable de Luis Miguel |